# Liste der Kulturdenkmale in Tetenbüll
In der Liste der Kulturdenkmale in Tetenbüll sind alle Kulturdenkmale der schleswig-holsteinischen Gemeinde Tetenbüll (Kreis Nordfriesland) und ihrer Ortsteile aufgelistet (Stand: 10. März 2025).

## Legende
In den Spalten befinden sich folgende Informationen:
- Objekt-ID: die Nummer des Kulturdenkmales
- Lage: die Adresse des Kulturdenkmales und die geographischen Koordinaten. Kartenansicht, um Koordinaten zu setzen. In der Kartenansicht sind Kulturdenkmale ohne Koordinaten mit einem roten Marker dargestellt und können in der Karte gesetzt werden. Kulturdenkmale ohne Bild sind mit einem blauen Marker gekennzeichnet, Kulturdenkmale mit Bild mit einem grünen Marker.
- Offizielle Bezeichnung: Bezeichnung des Kulturdenkmales
- Beschreibung: die Beschreibung des Kulturdenkmales
- Bild: ein Bild des Kulturdenkmales

## Sachgesamtheiten
| Objekt-ID      | Lage | Offizielle Bezeichnung | Beschreibung | Bild                             |
| -------------- | --- | ---------------------- | --- | -------------------------------- |
| 40658 Wikidata | Achter de Kark 1a, 1 (54° 21′ 8″ N, 8° 49′ 34″ O) | Kirche St. Anna        | Aktualisierung vorgesehen - Begründung: geschichtlich, künstlerisch, städtebaulich, Kulturlandschaft prägend - Schutzumfang: Kirche St. Anna mit Ausstattung, Kirchhof, Grabmale bis 1870, Gruftbau 1776, Drei-Grüfte-Gruppe (Achter de Kark 1 a); Pastorat (Achter de Kark 1) | weitere Fotos \| Fotos hochladen |
| 42344          | Bradenstraat 2, 4, 6, 7, Bradenstraat, Dörpstraat, Karkenstraat, Dörpstraat 1, 6, 8, 12, 14, 16, 20, Karkenstraat 1, 2, 4, 5, Karkenstraat, Westerenn 1, 3, 21 (54° 21′ 8″ N, 8° 49′ 30″ O) | Ortskern Tetenbüll     | Ortskern Tetenbüll; spätes 18.-20. Jh.; vorwiegend eingeschossige, traufständige Bebauung der zentralen Dorfwarften und der nördlich davon verlaufenden alten Deichlinie (Dörpstraat und Westerenn) mit Wohnhäusern, ehem. Kaufläden, Schulen und Bauernhäusern; Straßenpflasterung und Ehrenmalanlage - Begründung: geschichtlich, städtebaulich, Kulturlandschaft prägend - Schutzumfang: Wohnhäuser (Bradenstraat 2, 4, 6, 7, Dörpstraat 6, 8, 12, 14), Wohnhaus mit Garten (Dörpstraat 1), ehem. Kaufladen Peters mit Ausstattung, Garten (Dörpstraat 16), Wohnhaus mit Vorgarten, Hausbäume (Dörpstraat 20), Kirchspielkrug (Karkenstraat 1), Wohnhaus mit Warft, Einfriedung, Stallscheune (Karkenstraat 2), ehem. Abnahme (Karkenstraat 4), Wohnhaus mit Garten, Hoffläche (Karkenstraat 5), Ehrenmalanlage mit Einfriedung, Grünfläche (Karkenstraat), ehem. Elementarschule mit Vorgarten (Westerenn 1), ehem. Hauptschule mit Vorgarten, Schuppen (Westerenn 3), ehem. Armenhaus mit Vorgarten (Westerenn 21), Straßenpflasterung Ortskern (Bradenstraat, Dörpstraat, Karkenstraat) | BW                               |
| 50980 Wikidata | Schüttkobenweg 2 (54° 20′ 54″ N, 8° 50′ 55″ O) | Haubarg Kirchkoog      | Haubarg Kirchkoog; Ensemble bestehend aus einem HaubargVörhus von 1779, backsteinerner Breitbau unter Reet mit reich verziertem Spitzgiebel und Innenausstattung des 18. Jh., einem ehem. Schulhaus, kleiner Backsteinbau mit Rundgiebel unter Reet, sowie einer von Wassergräben umgebenen Warft mit Garten - Begründung: geschichtlich, künstlerisch, Kulturlandschaft prägend - Schutzumfang: Haubarg-Vörhus mit Grabplatte; Warft mit Graben, acht Hauslinden, Haubargsgarten, Tor; ehem. Schulgebäude | BW                               |

## Gründenkmale
| Objekt-ID      | Lage                                           | Offizielle Bezeichnung | Beschreibung | Bild |
| -------------- | ---------------------------------------------- | ---------------------- | --- | ---- |
| 19552 Wikidata | Achter de Kark 1a (54° 21′ 7″ N, 8° 49′ 32″ O) | Kirchhof               | Alteintragung (Aktualisierung vorgesehen) - Begründung: geschichtlich, Kulturlandschaft prägend - Schutzumfang: Kirchhof, Grabmale bis 1870, Gruftbau 1776, Drei-Grüfte-Gruppe - Denkmaltyp: Gründenkmal, Sachgesamtheit: Kirche St. Anna | BW   |

## Quelle
- Liste der Kulturdenkmale in Schleswig-Holstein – Kreis Nordfriesland (PDF)

- Karte mit allen Koordinaten:
- OSM |
- WikiMap